# A4-es autópálya (Szerbia)
Az A4 (szerbül Аутопут A4 / Autoput A4) egy autópálya Szerbia délkeleti részén, a Nišava folyó völgyében, amely  Ništől jut el Gradina mellé a szerb - bolgár határig. A X. európai korridor része.